# William Jones (językoznawca)

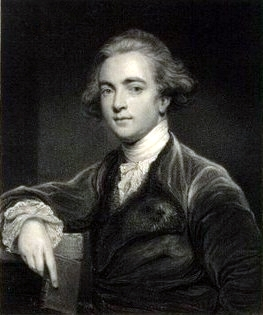
Sir William Jones

William Jones (ur. 28 września 1746 w Londynie, zm. 27 kwietnia 1794 w Kalkucie) – brytyjski prawnik, sędzia, filolog, tłumacz, językoznawca.

## Życiorys
Pracował jako sędzia w Kalkucie. Jako pierwszy zauważył podobieństwo pomiędzy sanskrytem, greką, a łaciną i uznał, że wszystkie te trzy starożytne języki wywodzą się z jednego prajęzyka, z którego początek wzięły także języki germańskie i celtyckie. Prajęzyk ten nazwano językiem praindoeuropejskim; języki z niego się wywodzące tworzą rodzinę indoeuropejską (później zaliczono do niej także języki bałtosłowiańskie, języki słowiańskie, albański, ormiański i inne języki).
W 1771 roku wydał Grammar of the Persian Language pierwszy angielski podręcznik języka perskiego. Tłumaczył literaturę perską, która inspirowała Byrona, Shelleya i poetów europejskiego romantyzmu.
W 1784 roku założył Asiatic Society of Bengal. Dokonał przekładów wielu dzieł literatury indyjskiej oraz perskiej.